# Волошко, Григорий Семёнович
Григорий Семёнович Волошко (1915 год, Тарасовка — 27 марта 1944 года, Николаев) — Герой Советского Союза, помощник начальника штаба 384-го отдельного батальона морской пехоты Одесской военно-морской базы Черноморского флота, лейтенант.

## Биография
Григорий Семёнович родился в 1915 году в селе Тарасовка Таврической губернии в семье служащего. Украинец.С шести лет жил с семьёй в Бердянске, окончил Донецкое горно-техническое училище в 1935 году. 
После получения высшего образования в институте инженеров водного транспорта работал инженером-гидротехником на строительстве Свирской гидроэлектростанции № 2.
В 1938 году был призван в ряды Красной Армии, служил в ВМФ. После окончания трёх курсов Военно-инженерной академии имени В. В. Куйбышева и курсов переподготовки начсостава был назначен командиром стрелковой роты 143-го отдельного батальона морской пехоты Черноморского Флота.
В апреле 1943 года Г. С. Волошко переведён на должность командира стрелковой роты 384-го отдельного батальона морской пехоты Черноморского Флота, в феврале 1944 года он был назначен помощником начальника штаба батальона. В составе батальона участвовал в десантных операциях по освобождению Таганрога, Мариуполя и Осипенко, за мужество и отвагу в которых был награждён медалями «За боевые заслуги» и «За отвагу».
Участвовал также в боях на Кинбурнской косе, освобождении посёлков Херсонской области Александровка, Богоявленское (ныне Октябрьский) и Широкая Балка.
Во второй половине марта 1944 года вошёл в состав десантной группы под командованием старшего лейтенанта Константина Фёдоровича Ольшанского. Задачей десанта было облегчение фронтального удара советских войск в ходе освобождения города Николаева, являвшегося частью Одесской операции. После высадки в морском порту Николаева отряд в течение двух суток отбил 18 атак противника, уничтожив около 700 гитлеровцев. В этих боях погибли почти все десантники, в том числе и лейтенант Волошко.
Указом Президиума Верховного Совета СССР от 20 апреля 1945 года за образцовое выполнение боевых заданий командования на фронте борьбы с немецкими захватчиками и проявленные при этом отвагу и геройство лейтенанту Волошко Григорию Семёновичу было присвоено звание Героя Советского Союза (посмертно).

## Награды
- Золотая Звезда Героя Советского Союза (посмертно);
- орден Ленина;
- медаль «За боевые заслуги»;
- медаль «За отвагу».

## Память
- Похоронен в братской могиле в городе Николаеве (Украина) в сквере 68-ми десантников.
- Там же в честь Героев открыт Народный музей боевой славы моряков-десантников, воздвигнут памятник.